# Монреаль (регион)
Монреаль — один из административных регионов провинции Квебек, Канада. Состоит из 16 независимых муниципалитетов, включая сам город Монреаль. 
Расположенный на юго-западе провинции, регион включает в себя несколько островов архипелага Ошелага реки Святого Лаврентия: Монреаль, Иль-де-Сёр, Иль-Бизар, Сент-Элен, Нотр-Дам, Дорваль и ряд других.
Будучи предпоследним по площади (499,19 км ²) данный регион является самым густонаселённым (1 854 442 человека согласно переписи населения 2006 года) из семнадцати административных регионов Квебека.

## Муниципалитеты
- Бе-д’Юрфе
- Бэконсфилд
- Кот-Сен-Люк
- Доллар-дез-Ормо
- Дорваль
- Хэмпстед
- Киркленд
- Л’Иль-Дорваль
- Монреаль
  - Аустик-Картьевиль
  - Анжу
  - Кот-де-Нэж—Нотр-Дам-де-Грас
  - Л’Иль-Бизар—Сент-Женевьев
  - Ла-Саль
  - Лашин
  - Плато Мон-Руаяль
  - Сюд-Уэст
  - Мерсье—Ошелага-Мезоннёв
  - Монреаль-Нор
  - Утремон
  - Пьерфон-Роксборо
  - Ривьер-де-Прери—Пуэнт-о-Трамбль
  - Розмон—Ля-Петит-Патри
  - Сен-Лоран
  - Сен-Леонар
  - Верден
  - Виль-Мари

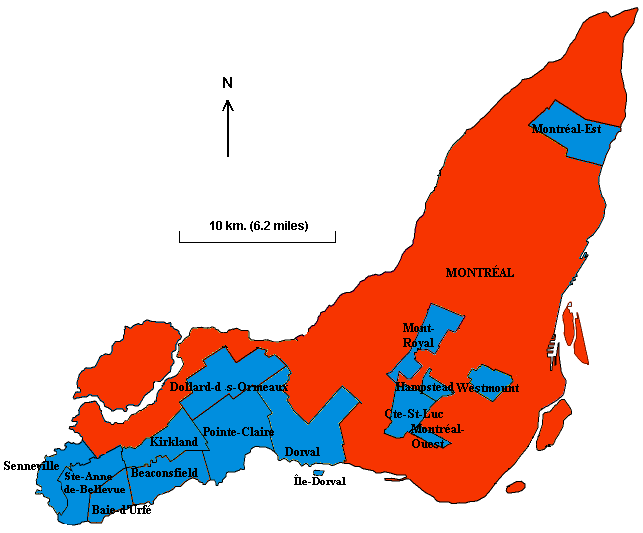
Регион включает Монреаль (обозначен красным цветом) и 15 независимых муниципалитетов (обозначены синим)

  - Вилльрей—Сен-Мишель—Парк-Экстансьон
- Монреаль-Эст
- Монреаль-Уэст
- Мон-Руаяль
- Пуэнт-Клэр
- Сент-Ан-де-Бельвю
- Сенневиль
- Уэстмаунт

## «Один остров — один город»
1 января 2002 года по инициативе Квебекской Партии, под девизом «Один остров — один город» 27 независимых муниципалитетов острова Монреаль были объединены с Монреалем в единую городскую агломерацию. Благодаря этому площадь города увеличилась более чем в полтора раза (с 185.94 km² до 500,05 км²), на население — на 2/3 (с 1,039,534 до 1,812,723 жителей).
Это однако, вызвало многочисленные уличные протесты в районах с преимущественно англоязычным населением, несмотря на заверения мэра Монреаля Жеральда Трамбле в защите прав англофонов объединенного Монреаля. На провинциальных выборах в апреле 2003 года к власти пришла Либеральная партия Квебека, одним из предвыборных обещаний которой стало право муниципалитетов на проведение референдума по отделению. В итоге референдума, проведенного 20 июня 2004 года в 22-х из 27-ми присоединенных ранее муниципалитетов, 15 из них восстановили свою независимость.